# فورپوست استاروواتاژنسکی
فورپوست استاروواتاژنسکی (به لاتین: Forpost Starovatazhensky) یک منطقهٔ مسکونی در روسیه است که در استان آستراخان واقع شده‌است.